# Стівен Мнучін
Стівен Тернер Мнучін (англ. Steven Terner Mnuchin; нар. 21 грудня 1962, Нью-Йорк) — американський банкір, кінопродюсер і колишній менеджер гедж-фондів. Міністр фінансів Сполучених Штатів з 2017 року до 20 січня 2021 року.

## Біографія
Після закінчення Єльського університету (1985 р.) працював в інвестиційному банку Goldman Sachs протягом 17 років. Він був засновником, головою та головним виконавчим директором компанії Dune Capital Management. Мнучін також заснував OneWest Bank Group LLC. Фінансист президентської кампанії Дональда Трампа 2016 року.